# (3370) Kohsai
(3370) Kohsai – planetoida z pasa głównego asteroid okrążająca Słońce w ciągu 3 lat i 109 dni w średniej odległości 2,22 j.a. Została odkryta 4 lutego 1934 roku w Landessternwarte Heidelberg-Königstuhl w Heidelbergu przez Karla Reinmutha. Nazwa planetoidy pochodzi od Hiroki Kōsaiego (ur. 1933), japońskiego astronoma. Została zaproponowana przez H. Oishi i K. Hurukawę, którzy zidentyfikowali tą planetoidę. Przed nadaniem nazwy planetoida nosiła oznaczenie tymczasowe (3370) 1934 CU.